# Rudolf Morsey

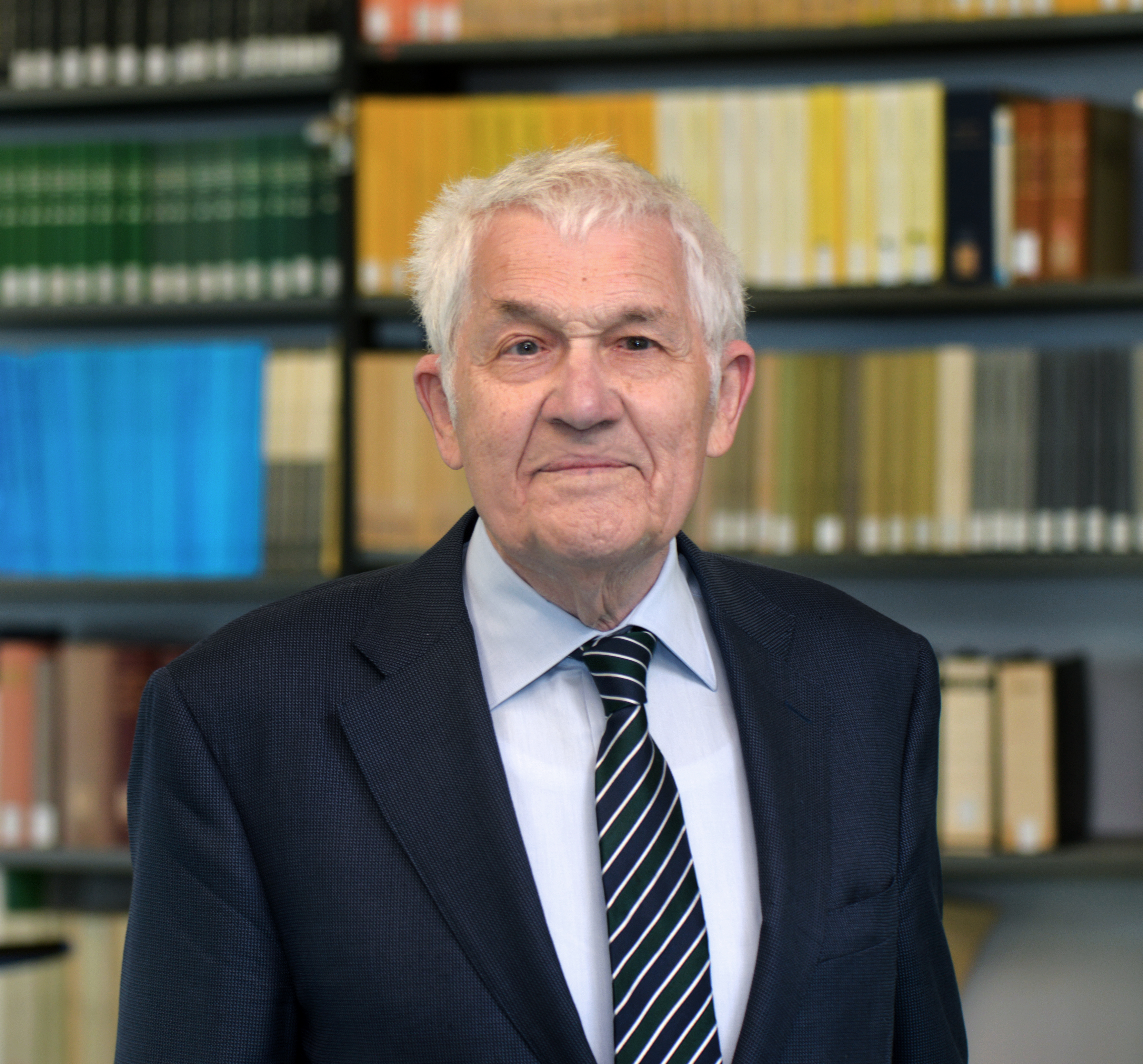
Rudolf Morsey, 2017

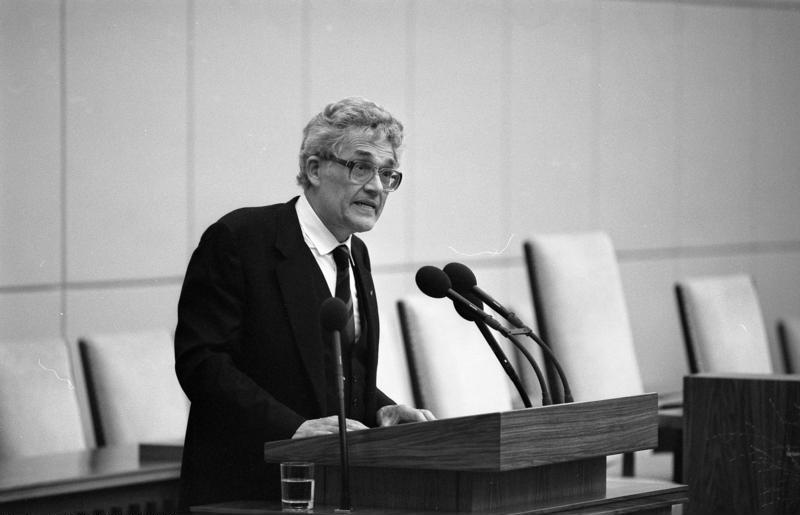
Rudolf Morsey bei einer Gedenksitzung des Bundesrates in Bonn (1988)

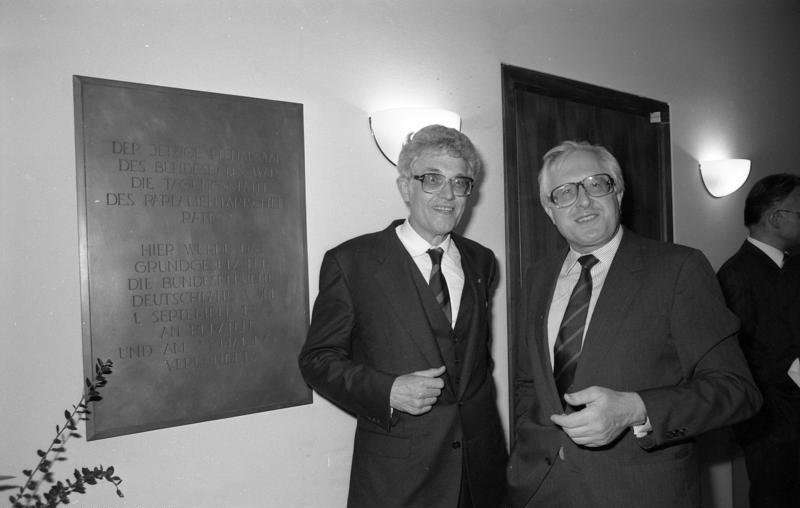
Rudolf Morsey 1988 mit Bernhard Vogel

Rudolf Morsey (* 16. Oktober 1927 in Recklinghausen; † 14. Mai 2024) war ein deutscher Historiker und Professor für Neuere Geschichte in Speyer.

## Leben
Nach seinem durch Kriegsdienst und Kriegsgefangenschaft verzögerten Abitur 1947 am Gymnasium Paulinum in Münster studierte Rudolf Morsey vornehmlich bei Kurt von Raumer und Werner Conze an der Westfälischen Wilhelms-Universität in Münster, wo er 1955 bei von Raumer mit der Arbeit Die Oberste Reichsverwaltung unter Bismarck 1867–1890 promoviert wurde. Anschließend war er als Wissenschaftlicher Mitarbeiter bei der Kommission für Geschichte des Parlamentarismus und der politischen Parteien angestellt. 1965 habilitierte sich Morsey, betreut von Max Braubach, an der Rheinischen Friedrich-Wilhelms-Universität Bonn mit der Schrift Die deutsche Zentrumspartei 1917–1923. Von 1966 bis 1970 lehrte er als ordentlicher Professor an der Julius-Maximilians-Universität Würzburg. Im Jahr 1970 wechselte Morsey an die Deutsche Hochschule für Verwaltungswissenschaften in Speyer, wo er trotz anderer Angebote bis zu seiner Emeritierung 1996 blieb. Seine Abschiedsvorlesung widmete er 1996 dem Thema „Brüning und Adenauer – Zwei Wege deutscher Politik im 20. Jahrhundert“. Von 1968 bis 1998 leitete er die Kommission für Geschichte des Parlamentarismus und der politischen Parteien in Bonn.
Morsey galt als ein führender Historiker der Vor- und Frühgeschichte der Bundesrepublik Deutschland, des politischen Katholizismus und der christlichen Demokratie sowie des im KZ Dachau ermordeten katholisch motivierten NS-Widerstandskämpfers Fritz Gerlich. Wichtig für seine Schwerpunkte in Lehre und Forschung war eine frühe Begegnung mit dem „Zentrumsprälaten“ Georg Schreiber, von dem wichtige Impulse für die deutsche Wissenschafts- und Kulturpolitik in der Weimarer Republik ausgingen. Morsey galt neben Hans-Peter Schwarz als einer der besten Kenner Konrad Adenauers und betreute mit ihm die Herausgabe von Adenauers Nachlass (Rhöndorfer Ausgabe). Bis zum Jahr 2011 konnten 17 Bände erscheinen. Von 1979 bis 2000 war er Mitherausgeber des Historischen Jahrbuchs, von 1979 bis 1998 der Zeitschrift Die Verwaltung und von 1986 bis 2000 der Zeitschrift Geschichte im Westen. Er forschte zur Landesgeschichte von Nordrhein-Westfalen, Bayern und Rheinland-Pfalz.
Rudolf Morsey lebte in Neustadt an der Weinstraße. Er starb im Mai 2024 im Alter von 96 Jahren.

## Mitgliedschaften und Funktionen
- Arbeitsgemeinschaft außeruniversitärer historischer Forschungseinrichtungen in der Bundesrepublik Deutschland (AHF), Stellvertretender Vorsitzender 1979–1982, Vorsitzender 1982–1985[4]
- Görres-Gesellschaft zur Pflege der Wissenschaft, Vizepräsident 1977–2002
- Kommission für Zeitgeschichte Bonn (KfZG), Mitgründer 1962
- Historische Kommission bei der Bayerischen Akademie der Wissenschaften München (HiKo), ordentliches Mitglied 1981–2024
- Kommission für Geschichte des Parlamentarismus und der politischen Parteien Berlin (KGParl), Präsident 1968–1998, zuletzt korrespondierendes Mitglied[5]
- Institut für Zeitgeschichte München – Berlin (IfZ), Beirat
- Historische Kommission für Westfalen Münster (LWL), korrespondierendes Mitglied seit 3. Mai 1967[6]
- Nordrhein-Westfälische Akademie der Wissenschaften und der Künste Düsseldorf (AWK), korrespondierendes Mitglied seit 1989[7]
- Vereinigung für Verfassungsgeschichte, Mitglied

## Ehrungen und Auszeichnungen
- 1987: Verdienstorden der Bundesrepublik Deutschland (Großes Verdienstkreuz)
- 1988: Staatspreis des Landes Nordrhein-Westfalen
- 1991: Komtur (und 2003 Stern) des päpstlichen Gregoriusordens
- 2003: Ehrenring der Görres-Gesellschaft
- 2004: Ehrendoktorwürde Dr. phil. h. c. der Katholischen Universität Eichstätt-Ingolstadt

## Schriften (Auswahl)
- Gesamtschriftenverzeichnis von Morsey 1949–2017 auf dem Dokumentenserver DOPUS der Universität Speyer mit den 1339 Veröffentlichungen des Wissenschaftlers als PDF-Datei.

- Die oberste Reichsverwaltung unter Bismarck 1867–1890 (= Neue Münstersche Beiträge zur Geschichtsforschung, Band 3). Aschendorff, Münster 1957, DNB 453461824.
- Der Interfraktionelle Ausschuß 1917/18. Bearbeitet von Erich Matthias unter Mitwirkung von Rudolf Morsey (= Quellen zur Geschichte des Parlamentarismus und der politischen Parteien. Erste Reihe. Band 1/I, II). Droste, Düsseldorf 1959.
- Die Deutsche Zentrumspartei. In: Rudolf Morsey, Erich Matthias: Das Ende der Parteien. Droste, Düsseldorf 1960, ISBN 978-3-7700-0901-5, S. 281–453.
- Die Deutsche Zentrumspartei 1917–1923 (= Beiträge zur Geschichte des Parlamentarismus und der Politischen Parteien, Band 32). Droste, Düsseldorf 1966.
- Der Untergang des politischen Katholizismus. Die Zentrumspartei zwischen christlichem Selbstverständnis und „Nationaler Erhebung“ 1932/33. Belser, Stuttgart 1977, ISBN 978-3-7630-1182-7.
- Die Bundesrepublik Deutschland. Entstehung und Entwicklung bis 1969 (= Oldenbourg Grundriss der Geschichte, Band 19). Oldenbourg, München 1987 (5. Auflage 2007), ISBN 978-3-486-58319-9.
- Heinrich Lübke. Eine politische Biographie. Schöningh, Paderborn u. a. 1996, ISBN 978-3-506-75776-0.
- Von Windthorst bis Adenauer. Ausgewählte Aufsätze zu Politik, Verwaltung und zum politischen Katholizismus im 19. und 20. Jahrhundert. Hrsg. von Ulrich von Hehl, Hans Günter Hockerts, Horst Möller, Martin Schumacher, Hans-Peter Schwarz. Schöningh, Paderborn 1997, ISBN 3-506-73381-8.
- Görres-Gesellschaft und NS-Diktatur. Die Geschichte der Görres-Gesellschaft bis zum Verbot 1941. Schöningh, Paderborn u. a. 2002, ISBN 3-506-75779-2.
- Die Görres-Gesellschaft zur Pflege der Wissenschaft. Streiflichter zu ihrer Geschichte. Schöningh, Paderborn u. a. 2009, ISBN 978-3-506-76795-0.
- Fritz Gerlich. Ein früher Gegner Hitlers und des Nationalsozialismus. Schöningh, Paderborn u. a. 2016, ISBN 978-3-506-78398-1.